# Пол Валери
Пол Валери (фр. Paul Valéry; Сет, 30. октобар 1871 — Париз, 20. јул 1945), француски песник, есејиста и критичар, један од најпознатијих писаца лирике.
Отац му је био Корзиканац а мајка Италијанка. Студирао је право у Монпељеу. Године 1892. настањује се у Паризу. На њега су утицали Едгар Алан По и Стефан Маларме, но напушта песништво и посвећује се студију математике, архитектуре и филозофије. Тек је 1913. године на наговор Андреа Жида који га је представио Малармеу пристао средити за штампу своје младеначке строфе, па је следеће четири године писао поему (514 стихова) „Млада Парка“.
У својим есејима расправља о најразличитијим темама: о књижевности, архитектури, о лажима историографије и злочинима политике, о челику и електрицитету, о женама и парфемима и др.
Члан Француске академије постао је 1925, на позицији бр. 38. био је у периоду 1925-1945.

## Дела
- „Албум старих стихова“,
- „Разноврсност“,
- „Душа и плес“,
- „Аналецта“.